# Laguenne
Laguenne foi uma comuna francesa na região administrativa da Nova Aquitânia, no departamento de Corrèze. Estendia-se por uma área de 7,01 km². Em 2010 a comuna tinha 1 593 habitantes (densidade: 227,2 hab./km²).
Em 1 de janeiro de 2019, passou a formar parte da nova comuna de Laguenne-sur-Avalouze.